# City of Edinburgh
City of Edinburgh er en af Skotlands kommuner. Den grænser op mod West Lothian, Midlothian og East Lothian. Hele regionen har status som by (city), men omfatter også flere byer og landsbyer uden for selve Skotlands hovedstad Edinburgh.

## Byer og landsbyer
- Balerno
- Dalmeny
- Edinburgh
- Ingliston
- Kirkliston
- Leith
- Portobello
- Ratho
- South Queensferry
- Straiton

55°56′59″N 3°11′36″V / 55.94973°N 3.19333°V
|  | Infoboks uden skabelon Denne artikel har en infoboks dannet af en tabel eller tilsvarende. |